# Sankt Olofs katolska församling
Sankt Olofs katolska församling är en romersk-katolsk församling i Sundsvall. Församlingen tillhör Stockholms katolska stift.
Församlingen har sina rötter i Sörforsa i Hälsingland. Dit flyttade i början på 1900-talet ett hundratal linspinnare från bland annat Böhmen för att arbeta på den nya linnefabriken. De var katoliker. År 1909 uppfördes ett katolskt kapell i Sörforsa som heter Jesu Hjärtas katolska kapell. År 1925 avdelades Hälsingland och Norrland norr därom till att utgöra en annexförsamling till Sankt Pauli katolska församling i Gävle och fick namnet Jesu Hjärta församling. En katolsk präst var sedan 1924 bosatt i Sörforsa.
Allt eftersom minskade antalet katoliker i Sörforsa och antalet ökade i Sundsvall. År 1954 inköptes en liten fastighet på Nybrogatan i Sundsvall. I det fanns plats både för en prästbostad och kapell. Kyrkoherden flyttade från Sörforsa till Sundsvall. År 1955 blev Jesu Hjärta församling fullvärdig församling och bytte namn till Sankt Olofs katolska församling. Församlingen omfattade samma stora område som förut. År 1957 invigde biskop Müller kapellet i Sundsvall. 
År 1964 delades församlingen. Hälsingland med Sörforsa fördes till Sankt Pauli katolska församling i Gävle. Västerbotten och Norrbotten blev en egen församling med centrum i Luleå, Sankt Josef Arbetarens katolska församling. Kvar blev Medelpad, Ångermanland, Jämtland och Härjedalen som nu 2013 utgör Sankt Olofs katolska församlings geografiska område. 
Församlingen växte och kapellet blev för litet. Den 8 september 1990 invigde biskop Hubertus Brandenburg en ny kyrka på församlingshusets gård i Sundsvall. Det hittillsvarande kapellet blev församlingssal. 
År 2007 inköptes och övertogs Nacksta kyrka från Svenska kyrkan i Sundsvall. Den var uppförd 1969. Kyrkan benämns nu Nacksta Sankt Olof. Den äldre fastigheten vid Nybrogatan är avyttrad.